# Anders Andersson (kristdemokrat)
Karl Ivan Anders Andersson, född 7 mars 1955 i Fryele församling i Jönköpings län, är en svensk kristdemokratisk politiker och var ordinarie riksdagsledamot mellan 2009 och 2014.

## Biografi
Andersson kom under uppväxtåren först till Värnamo, där hans bror landstingspolitikern Tommy Bernevång Forsberg föddes 1959, och sedan till Hultsfred.
Han var förbundsordförande i Kristdemokratiska Ungdomsförbundet mellan 1981 och 1984 samt under en period andre vice partiordförande för Kristdemokraterna. Han har under flera år varit distriktsordförande för Kristdemokraterna i Kalmar län, och var finanslandstingsråd och ordförande i Landstingsstyrelsen i Kalmar läns landsting under mandatperioden 2002 till 2006.
Den 1 november 2009 blev Andersson ledamot av Sveriges riksdag sedan Chatrine Pålsson Ahlgren avsagt sig uppdraget och entledigats. I valet 2010 återvaldes han som riksdagsledamot, invald i Kalmar läns valkrets på plats 255. Bland Anderssons utskottsuppdrag i riksdagen märks främst att han var ledamot i Socialutskottet 2009–2014 och ledamot i Nordiska rådets svenska delegation 2010–2014.
Andersson uppfattas ofta internt i partiet som ett ideologiskt rättesnöre under drygt 30 år i eller i närheten av partitoppen och hans åsikter har nästan alltid gått i linje med partiledningens. Men på Kristdemokraterna riksting 2015 gick han emot partiledningen i frågan om Decemberöverenskommelsen och menade att partiet borde frånträda den, vilket också stämman beslutade.
Andersson är bosatt i Järnforsen, en tätort i Hultsfreds kommun.
Efter landstingsvalet 2018 gjorde Andersson comeback som heltidspolitiker, denna gång som regionråd i opposition med ansvar för kollektivtrafik, i Kalmar län.